# Tidżikdża
Tidżikdża (arab. تجكجة, fr. Tidjikdja, Tidjikja) – miasto w środkowej Mauretanii, stolica regionu administracyjnego Takant, ok. 6 tys. mieszkańców.
Miasto zostało założone w 1680 roku. Słynie z zabytkowej architektury i obfitości drzew palmowych. Istnieje tu krajowe lotnisko.